# Andorre aux Jeux olympiques d'hiver de 1994
La principauté d'Andorre participe à ses sixièmes Jeux olympiques d'hiver depuis sa première apparition dans la compétition en 1976 à Innsbruck, en Autriche. Andorre est représentée par six athlètes aux Jeux olympiques d'hiver de 1994 à Lillehammer en Norvège, tous participent aux compétitions de ski alpin.

## Ski alpin
Homme
| Athlète       | Épreuve      | Manche 1 | Manche 1 | Manche 2 | Manche 2 | Manche 3 | Manche 3 | Final   | Final | Final |
| Athlète       | Épreuve      | Temps    | Rang     | Temps    | Rang     | Temps    | Rang     | Temps   | Diff  | Rang  |
| ------------- | ------------ | -------- | -------- | -------- | -------- | -------- | -------- | ------- | ----- | ----- |
| Gerard Escoda | Super-G      | NC       | NC       | NC       | NC       | NC       | NC       | 1:38.77 | +6.24 | 44    |
| Gerard Escoda | Slalom géant | DNF      | DNF      | DNF      | DNF      | NC       | NC       | DNF     | DNF   | DNF   |
| Gerard Escoda | Slalom       | 1:03.45  | 17       | DNF      | DNF      | NC       | NC       | DNF     | DNF   | DNF   |
| Gerard Escoda | Combiné      | 54.22    | 25       | DNF      | DNF      | NC       | NC       | DNF     | DNF   | DNF   |
| Victor Gómez  | Super-G      | NC       | NC       | NC       | NC       | NC       | NC       | 1:38.64 | +6.11 | 43    |
| Victor Gómez  | Slalom géant | DNF      | DNF      | DNF      | DNF      | DNF      | DNF      | DNF     | DNF   | DNF   |
| Santi López   | Super-G      | NC       | NC       | NC       | NC       | NC       | NC       | DNF     | DNF   | DNF   |
| Ramon Rossell | Super-G      | NC       | NC       | NC       | NC       | NC       | NC       | 1:40.25 | +7.72 | 46    |

Femme
| Athlète           | Épreuve      | Manche 1 | Manche 1 | Manche 2 | Manche 2 | Manche 3 | Manche 3 | Final   | Final  | Final |
| Athlète           | Épreuve      | Temps    | Rang     | Temps    | Rang     | Temps    | Rang     | Temps   | Diff   | Rang  |
| ----------------- | ------------ | -------- | -------- | -------- | -------- | -------- | -------- | ------- | ------ | ----- |
| Vicky Grau        | Super-G      | NC       | NC       | NC       | NC       | NC       | NC       | 1:26.39 | +4.24  | 36    |
| Vicky Grau        | Slalom géant | 1:26.05  | 32       | DNF      | DNF      | NC       | NC       | DNF     | DNF    | DNF   |
| Vicky Grau        | Slalom       | DNF      | DNF      | DNF      | DNF      | NC       | NC       | DNF     | DNF    | DNF   |
| Caroline Poussier | Slalom géant | DNF      | DNF      | DNF      | DNF      | NC       | NC       | DNF     | DNF    | DNF   |
| Caroline Poussier | Slalom       | 1:04.46  | 31       | 1:02.36  | 24       | NC       | NC       | 2:06.82 | +10.81 | 24    |